# Niels Monberg
Niels Christensen Monberg, född 31 juli 1856 i Storvorde, död 23 september 1930 i Köpenhamn, var en dansk ingenjör.
Monberg verkade som entreprenör för hamn- och dockbyggnader med flera väg- och vattenbyggnadsarbeten och var etatsråd. Han utförde de flesta större hamnbyggnadsarbetena i Köpenhamn under sin samtid och byggde ett flertal stora torrdockor, såväl i Danmark som i utlandet, bland annat den stora dockan vid Öresundsvarvet i Landskrona, hamnanläggningar i Tyskland, Ryssland, Marocko med mera.
Under en period var han också Danmarks trafikminister.

## Utmärkelser
- Riddare av Dannebrogorden,  1895[8]
- Dannebrogsmännens hederstecken,  1920[8]

[Redigera Wikidata]